# Condado de Franklin (Idaho)
El condado de Franklin (en inglés: Franklin County), fundado en 1913, es uno de los 44 condados del estado estadounidense de Idaho. En el año 2000 tenía una población de 11 329 habitantes con una densidad poblacional de 6.6 personas por km². La sede del condado es Preston.

## Geografía
Según la Oficina del Censo, el condado tiene un área total de 1731 km² (668,3 mi²), de la cual 1723 km² (665,3 mi²) es tierra y 8 km² (3,1 mi²) (0,44%) es agua.

### Condados adyacentes
- Condado de Oneida - oeste
- Condado de Bannock - noroeste
- Condado de Caribou - norte
- Condado de Bear Lake - este
- Condado de Cache - sur

### Carreteras
- - US 91
- - SH-34
- - SH-36

## Demografía
En el 2000 la renta per cápita promedia del condado era de $$36 061, y el ingreso promedio para una familia era de $40 185. En 2000 los hombres tenían un ingreso per cápita de $30 071 versus $21 077 para las mujeres. El ingreso per cápita para el condado era de $13 702. Alrededor del 7.40% de la población estaba bajo el umbral de pobreza nacional.

## Ciudades y pueblos
- Clifton
- Dayton
- Franklin
- Mink Creek
- Oxford
- Preston
- Thatcher
- Weston
- Whitney